# سيلسو رامون فيلازكيز
سيلسو رامون فيلازكيز (بالإسبانية: Celso Ramon Velázquez)‏ هو دبلوماسي باراغواياني، ولد في 29 يوليو 1897 في أسونسيون في باراغواي، وتوفي بنفس المكان في 14 أكتوبر 1951.